# Axie Infinity
Axie Infinity ist ein 2018 veröffentlichtes Blockchain-Computerspiel auf Basis der Ethereum-Blockchain der vietnamesischen Entwicklerfirma Sky Mavis. Zeitweise erreichte das Spiel eine Anzahl von mehr als zwei Millionen aktiven Spielern. Es war das erste NFT-Spiel, das eine Milliarde US-Dollar an Handelsvolumen erreichte.

## Spielprinzip und Technik
Im Spiel können an Axolotl, Pokémon und Tamagotchi angelehnte virtuelle Kreaturen, genannt Axies, gekauft, aufgezogen und gehandelt werden. Diese können auch gegen die Axies anderer Spieler antreten. Die Spieler verdienen Belohnungen in Form zweier Kryptowährungen, nämlich Small Love Potions (SLP) und Axie Infinity Shards (AXS). SLP wird verwendet, um Axies zu züchten, während AXS verwendet wird, um das Spiel zu spielen, Token-Verkäufe zu unterstützen und das Netzwerk zu sichern.
Jedes Axie ist ein Non-Fungible Token (NFT) mit eigenem Aussehen und eigenem „genetischen Code“, welcher in der Blockchain gespeichert ist. Seit Januar 2019 kann auch virtuelles Land in Form von Non-Fungible Tokens im Spiel erworben werden. Voraussetzung für das Spielen ist der Erwerb eines solchen NFTs. Da insbesondere während der finanziellen Hochphase des Spiels im Rahmen des Bullruns 2021 der Kauf eines solchen NFTs in Höhe Hunderter US-Dollar nicht für jeden potenziellen Spieler möglich war, umging und umgeht man dieses Problem durch das sogenannte Scholarship System, bei dem wohlhabendere Investoren sich die NFTs aneignen und sie an andere Spieler vermieten. Dadurch ist es auch Spielern, denen die Teilnahme am Spiel aufgrund fehlender Investitionsmöglichkeiten ansonsten verwehrt wäre, möglich, sich am Spiel zu beteiligen und dadurch Einkommen zu generieren, wobei dieses zwischen beiden Parteien in unterschiedlichem Maße aufgeteilt wird.
Durch die Popularität des Spiels ist es auch zur Bildung neuer digitaler sozialer Strukturen (Communities) im Zusammenhang mit Axie Infinity gekommen. In einer durch de Jesus et al. durchgeführten Studie wurde schlussgefolgert, dass weite Teile der Spielerbasis mit dem Spiel auch die dadurch geknüpften sozialen Bindungen in Verbindung bringen und dadurch Motivation zur Teilnahme schöpfen.

## Entstehung und Finanzielle Entwicklung
Axie Infinity entstammt der Idee Trung Nguyễns. Die Entwicklung des Spiels begann 2017 unter Federführung Nguyễns und in Zusammenarbeit mit mehreren seiner Mitarbeiter. Nguyễn hatte zuvor schon in das berühmte Play-to-Earn Spiel Cryptokitties investiert und begann daraufhin seine Arbeit an Axie Infinity, wobei er Elemente aus Cryptokitties mit Pokemon und Neopets kombinierte.
Im Oktober 2018 erfolgte die Veröffentlichung des ersten Kampfsystems im Spiel. Die Alphaversion wurde Ende 2019 veröffentlicht. Im Februar 2021 veröffentlichte das Entwicklerteam die Ronin Wallet, basierend auf der Roninchain, einer Sidechain des Ethereum Netzwerks. Dadurch war es möglich, Transaktionen zu beschleunigen und teure Transaktionsgebühren der eigentlichen Blockchain zu umgehen.
Im März 2019 wurde ein Axie für die Rekordsumme von 85,2 ETH verkauft. Seit August 2019 hat Axie Infinity eine Partnerschaft mit Klaytn, welche über 120 Millionen User hat. Im Oktober 2019 erfolgte eine Kooperation mit Samsung.
Im November 2019 investierten die Firmen Animoca Brands, Hashed, Pangea Blockchain Fund, ConsenSys sowie 500 Startups zusammen 1,465 Millionen US-Dollar in die Entwicklerfirma Sky Mavis.
Im Juni 2020 wurde veröffentlicht, dass das Sky-Mavis-Team eng mit Ubisoft-Experten zusammenarbeiten werde (Ubisoft Entrepreneurs Lab Season 5), um Axie Infinity für eine Mainstream-Veröffentlichung vorzubereiten. Im Juni 2020 kündigte Axie Infinity einen eigenen Ethereum Sidechain im Spiel für optimierte schnelle Transaktionen an.
Während das Projekt in den ersten zwei bis drei Jahren seit seiner Entstehung lediglich 21 Millionen US-Dollar generiert hatte, hat es allein zwischen Juli und August 2021 485 Millionen US-Dollar eingebracht. Am 10. Juli 2021 allein wurden an einem Tag 50.000 NFTs mit einem Handelsvolumen von 25 Millionen US-Dollar über Axie Infinity verkauft.
Am 9. Februar 2021 wurde ein virtuelles Grundstück in Axie Infinity für die Rekordsumme von 888,25 ETH (~1,5 Millionen Euro) verkauft.
Im April 2021 erreichte die Marktkapitalisierung von AXS, den Spieletoken von Axie Infinity: 2,2 Milliarden Euro.
Im Mai 2021 investierte Blocktower Capital, Konvoy Ventures, Libertus, Collab + Currency’s Derek Schloss, Stephen McKeon und Mark Cuban 7,5 Millionen US-Dollar in Axie Infinity.
Im August 2021 erreichte die Marktkapitalisierung von AXS (Axie Infinity Shards), den Spieletoken von Axie Infinity: 15 Milliarden €, der von SLP (Smooth Love Potion): 160 Millionen €.
Bis September 2021 hat Axie Infinity NFTs in Höhe von 2 Milliarden US-Dollar verkauft.
Im Oktober 2021 sammelte Axie Infinity 150 Millionen US-Dollar in einer Series B Runde zu einer Firmenbewertung von 3 Milliarden US-Dollar ein.
Axie Infinity hat 2 Millionen aktive Benutzer am Tag und mit über 750.000 Mitgliedern eine der weltweit größten Discord-Gruppen.
Axie Infinity ist auf dem „Ronin Network“ aufgebaut, einer von Sky Mavis entwickelten Ethereum-Sidechain. Im März 2022 drang die nordkoreanische Hackergruppe Lazarus in das Ronin Network ein und stahl Kryptogeld im Wert von etwa 570 Millionen Euro. Im September 2022 konnten 10 % davon wiedererlangt werden.
Bis heute wurden (umgerechnet) über 1,6 Milliarden US-Dollar in NFTs über das Spiel verkauft, sowie 1,8 Milliarden US-Dollar an Handelsvolumen durch Spieler erzeugt. Es ist somit das bis heute meistgespielte Blockchain-Spiel.
Axie Infinity wurde 2020 zum „Blockchain Game of the Year“ gekürt.
Nachdem das Projekt eine Marktkapitalisierung in Höhe von mehreren Milliarden US-Dollar erreicht hatte, verlor es einen großen Teil seiner Spieler in den Jahren 2021 und 2022. Bedingt war das geminderte Interesse am Spiel durch mehrere Faktoren:
- Die aufgrund des allgemeinen Preisverfalls am Kryptomarkt bedingte Abnahme an Erträgen durch das Spielen zusammen mit den hohen Einstiegskosten;[37]
- Der allgemeine Interesseverlust am Kryptomarkt aufgrund wiederholter Marktabschwünge im damaligen Zeitraum;[37]
- Der Preisverfall der Axie-NFTs auf bis zu sechs US-Dollar aufgrund einer Überproduktion und folglich einem erhöhten Angebot an Axies auf dem Markt.[38]

Aleksander Leonard Larsen, ein Mitgründer Sky Mavis, hat Anfang 2023 angekündigt, das Spiel in seiner Entwicklung künftig hin zu einem Play and Earn (deutsch: „Spielen und verdienen“) statt Play to Earn (deutsch: „Spielen, um zu verdienen“) Konzept zu entwickeln, um das rein spielerische statt den monetären Aspekt am Spiel in den Vordergrund zu stellen.

## Axie Infinity als alternative Einkommensquelle in Niedriglohnländern
In Niedriglohnländern wie beispielsweise den Philippinen hat das Play-to-Earn Konzept insbesondere in Form Axie Infinitys zeitweise eine erstrebenswerte alternative Einkommensquelle dargestellt. Neben den Vereinigten Staaten zählen die Philippinen, Brasilien, Venezuela und Argentinien zu den Ländern, aus denen die Mehrheit der Spieler kommt. In solchen Ländern war über mehrere Monate hinweg das durch das Spiel generierte Einkommen höher als das durchschnittliche Einkommen, wobei die Volatilität der verdiente Token ein grundlegendes Problem bei der Aneignung des Spiels als alternative Einkommensquelle darstellt.
Die hohe finanzielle Einstiegshürde des Spiels in Form des Kaufs mehrerer NFTs im Wert Hunderter US-Dollar wird hierbei durch das sogenannte Scholarship System umgangen, bei dem wohlhabendere Investoren sich entsprechende NFTs aneignen und sie an andere Spieler beispielsweise aus den Philippinen vermieten. Dadurch ist es auch solchen Spielern möglich, sich am Spiel zu beteiligen und dadurch Einkommen zu generieren, wobei dieses zwischen beiden Parteien in unterschiedlichem Maße aufgeteilt wird. Das daraus entstandene Abhängigkeitsverhältnis wird oftmals – darunter auch in wissenschaftlicher Literatur zur Thematik – mit dem Konzept des Sharecropping verglichen.
Eine 2022 durchgeführte Studie kam zu dem Ergebnis, dass die meisten philippinischen Spieler in der Hochphase des Spiels täglich ein bis vier Stunden Spielzeit aufgebracht haben und der ROI hierbei binnen ein bis drei Monaten erreicht wurde. Die Beliebtheit des Spiels ging in den Philippinen auf die pandemiebedingte wirtschaftliche Notlage zurück, im Zuge derer zahlreiche Einwohner ihre ursprüngliche Einkommensquelle verloren. Die Motivation zum Spielen lag hierbei klar allen voran darin, binnen täglich weniger Stunden das nahezu selbe Gehalt zu erhalten wie bei einer herkömmlichen Vollzeitbeschäftigung.
Eine zuvor ungeahnte Problematik in diesem Zusammenhang ist die Tatsache, dass die Spieler unter anderem auf den Philippinen ihre durch das Spiel generierten Einkünfte womöglich versteuern müssen.

## Kritik und dem Spielprinzip inhärente Probleme
Axie Infinity hat in einigen Aspekten auch Kritik erfahren. Diese Kritik konzentrierte sich insbesondere auf die hohe finanzielle Einstiegshürde des Spiels, Fragen zur langfristigen Haltbarkeit des Projekts inklusive Vorwürfen eines Ponzi- bzw. Schneeballsystems sowie mögliche negative Auswirkungen des Spiels auf die Psyche der Spieler.

### Einstiegshürden
Um Axie Infinity spielen zu können, bedarf es an erster Stelle des Erwerbs mindestens dreier Axies in Form von NFTs, die in der Hochphase des Projekts zusammen mehrere Hundert US-Dollar gekostet haben. Dadurch ist die Möglichkeit des Spielens je nach Marktlage gegebenenfalls mit einem deutlich höheren Preis verbunden als traditionelle Videospiele, deren Preis sich zumeist auf den zweistelligen Bereich begrenzt. Wenngleich man dieses Problem durch das Scholarship System zu umgehen versucht hat, könnte dieser Umstand – so die Kritik etwa bei Culannay et al. – im Blockchainbereich unversierte Spieler vom Einstieg abschrecken. Zugleich weisen Delic und Delfabbro darauf hin, dass die Monetarisierung solcher Spiele die finanziellen Kapazitäten eines Spielers in den Vordergrund rückt und dadurch seine jeweiligen Fähigkeiten an Relevanz verlieren und Personen mit geringerem Vermögen mehr und mehr von Videospielen ausgeschlossen werden könnten:

“[…] when players can pay money to improve their in-game performance, skilled play may no longer be the sole determinant of player success. It also means that income and affordability could potentially advantage wealthier players and make the game less accessible to lower income groups.”

„[…] Wenn Spieler dazu in der Lage sind, Ihre Spielleistung zu verbessern, indem sie Geld zahlen, könnte talentiertes Spielen künftig nicht mehr der einzige bestimmtende Faktor im Erfolg des Spielers sein. Das würde auch bedeuten, dass [Faktoren wie] Gehalt und Zahlfähigkeit vermögende Spieler bevorteiligen und das Spiel für geringer verdienende Personen weniger zugänglich machen könnte.“

Im Zusammenhang mit der hohen finanziellen Einstiegshürde kommt ferner die Tatsache hinzu, dass ein Spieler vor Einstiegsinvestition und Spielbeginn sich mit den Grundlagen im Umgang mit Blockchaintechnologien vertraut machen muss, um überhaupt in der Lage zu sein, das Spiel zu spielen. Hinzu kommt, dass Früheinsteiger prinzipiell bevorteilt sind, da die Chancen auf hohe Gewinne geringer werden, je später man ins Spiel einsteigt.

### Langfristige Haltbarkeit des Projekts
Ein in der Forschung wiederholt angesprochenes mögliches Problem am Spiel ist die Tatsache, dass dessen Beliebtheit von nur begrenzter Dauer sein könnte. Dies wäre schon allein, laut den Kritikern, darauf zurückzuführen, dass Videospiele meist eine prinzipiell begrenzte Lebensdauer vorweisen würden, bis sie von neueren und womöglich besseren Spielen in den Hintergrund gerückt werden.
Im Zusammenhang mit der langfristigen Haltbarkeit des Projekts ist es in der Vergangenheit wiederholt zu Vorwürfen eines Ponzi- oder Schneeballsystems gekommen. Axie Infinity fehle es an einer langfristigen wirtschaftlichen Haltbarkeit, da es sich darauf verlassen müsse, dass Spieler weiterhin in das Spiel investieren. Die spielinterne Wirtschaft hänge weitgehend von der vorhandenen Anzahl aktiv involvierter Spieler ab:

“Like the majority of P2E models, AI relies on players financial input/output to regulate the value of the in-game currency. In other words, the games economy is influenced by the number of players investing into AI […].”

„Wie die Mehrheit aller Play-to-Earn Spielmodelle stützt sich AI auf den Geldein- und -ausgang von Spielern, um die Spielwährung zu regulieren. Anders ausgedrückt ist das wirtschaftliche Modell des Spiels durch die Anzahl der Spieler beeinflusst, die in AI investieren […].“

Vonseiten diverser Kritiker wird der Vorwurf hervorgebracht, dass das Konzept von Axie Infinity auf einer Spekulationsblase basiere. Das Spiel ziehe Spieler in eine Art Gig Economy hinein, in der sie immer mehr investieren müssten, um Gewinne zu erzielen. Der Finanzprofessor Andreas Hackethal vom Leibniz-Institut für Finanzmarktforschung SAFE kritisiert das Konzept beispielsweise als Pump and Dump, da die Spieler nur bereit seien, für Axies zu zahlen, weil sie davon ausgehen, dass der Preis weiter steigen wird. Er nennt das Konzept Pay-to-Earn (deutsch: „Zahlen, um zu verdienen“) statt Play-to-Earn (deutsch: „Spielen, um zu verdienen“), da man sich in das Spiel einkaufen müsse: Man zahle entweder mit Fiatwährung für die Axies, mit Kryptos oder auch mit seiner Arbeitszeit in Form von Spielzeit. Das sei dann von der sogenannten Gig-Economy nicht mehr weit entfernt. Bernd Richter vom Finanztechnologieanbieter Fidelity National Information Services (FIS) erklärt zugleich, dass das Spiel davon lebe, Menschen in die Plattform hineinzuziehen und spricht in diesem Zusammenhang von einem Schneeballsystem. Anderweitig ist das Spiel des Öfteren als eine Art Ponzi-Scheme bezeichnet worden.

### Potenzielle psychische Belastung der Spieler
Spielen wie Axie Infinity wird nachgesagt, mit möglichen psychischen Problemen der jeweiligen Spieler einherzugehen. Im Wesentlichen geht es bei dieser Form der Kritik um den Verdacht, dass Spieler das Spiel vorrangig aus Gründen monetärer Motivation statt zum Zweck der Unterhaltung spielen könnten: Die extrinsische Motivation zum Spielen überwiege den reinen Unterhaltungsfaktor.

„Dass Axie Infinity aber nur aus Spaß gespielt werde, glaubt Richter nicht. Das sehe man auch an dem großen Zulauf an Spielern aus Schwellenländern. Wer keine 2000 Euro im Monat brauche, sondern 200 Euro, für den könne es sinnvoll erscheinen, das Spiel zu spielen. (...) In einer nicht repräsentativen Twitter-Umfrage von Jeffrey Zirlin, dem Mitgründer von Sky Mavis, war gut die Hälfte (48 Prozent) der Befragten der Meinung, dass der wirtschaftliche Aspekt von Axie Infinity das Beste an dem Spiel sei. Nur 15 Prozent gaben das eigentliche Spielen als Grund an.“

Letztlich käme es in diesem Zusammenhang möglicherweise zu einer Sunk-Cost-Fallacy, so dass Spieler das Spiel allen voran spielen würden, weil sie schon eine höhere Geldsumme wie auch viel Zeit in das Spiel investiert hätten. Die Kombination aus spekulativem Vorgehen und Videospiel hege ferner das Potenzial, das gesundheitsschädliche Verhalten spielsüchtiger Personen zu verstärken.

### Weitere Kritikpunkte und mögliche Probleme
Neben den oben genannten Punkten ist es des Weiteren zu Kritik an folgenden Aspekten des Spiels gekommen:
- Zwar würde das Scholarship Programm, durch das wohlhabendere NFT Eigentümer ihre NFTs an andere Spieler verleihen, um sich den dabei entstandenen Erlös zu teilen, durch führende Mitglieder der Axie-Infinity-Community beobachtet werden, allerdings unterliege es gemäß den Angaben De Jesus et aliis keiner zentralen Steuerung, so dass Eigentümer der NFTs die Erträge einbehalten könnten, ohne den sogenannten Scholarn ihren Erlös auszuzahlen.[67]
- NFTs, welche das Spiel als wesentlicher Bestandteil dessen beherbergt, könnten im Allgemeinen zu einer Finanzblase führen, die stets dem Risiko ausgesetzt ist, zu platzen.[67]
- Nicht zuletzt könnten die Spielserver überlastet werden und abstürzen, so dass es während des Spielens zu einem Verlust an spielinternen SLP Token kommen könnte.[68]